# Trypanosoma granulosum
Trypanosoma granulosum – kinetoplastyd z rodziny świdrowców należący do królestwa protista. Pasożytuje w osoczu węgorza europejskiego (Anguilla anguilla).
Kinetoplast występuje w pobliżu tylnego końca ciała.
Występuje na terenie Europy.